# Fed Cup 2006
La Fed Cup 2006 è stata la 44ª edizione del più importante torneo tennistico per nazionali femminili. Hanno partecipato alla competizione 76 nazionali. La finale si è giocata dal 16 al 17 settembre allo Spiroudome di Charleroi in Belgio ed è stata vinta dall'Italia che ha battuto le padroni di casa del Belgio.

## World Group
| Squadre partecipanti | Squadre partecipanti | Squadre partecipanti | Squadre partecipanti |
| Austria              | Belgio               | Francia              | Germania             |
| Italia               | Russia               | Spagna               | Stati Uniti          |
| -------------------- | -------------------- | -------------------- | -------------------- |

### Tabellone
|  | Quarti di finale | Quarti di finale | Quarti di finale |        |             | Semifinali  | Semifinali | Semifinali |  |  | Finale | Finale | Finale |  |
|  |                  |                  |                  |        |             |             |            |            |  |  |        |        |        |  |
|  | Francia          | Francia          | 1                |        |             |             |            |            |  |  |        |        |        |  |
|  | Francia          | Francia          | 1                |        |             |             |            |            |  |  |        |        |        |  |
|  | Italia           | Italia           | 4                |        |             |             |            |            |  |  |        |        |        |  |
|  | Italia           | Italia           | 4                |        | Italia      | Italia      | 3          |            |  |  |        |        |        |  |
|  |                  |                  |                  |        | Italia      | Italia      | 3          |            |  |  |        |        |        |  |
|  |                  |                  | Spagna           | Spagna | 1           |             |            |            |  |  |        |        |        |  |
|  | Spagna           | Spagna           | Spagna           | Spagna | 1           | 5           |            |            |  |  |        |        |        |  |
|  | Spagna           | Spagna           |                  |        |             |             |            |            |  |  |        |        |        |  |
|  | Austria          | Austria          | 0                |        |             |             |            |            |  |  |        |        |        |  |
|  | Austria          | Austria          | 0                |        | Italia      | Italia      | 3          |            |  |  |        |        |        |  |
|  |                  |                  |                  |        |             |             |            |            |  |  |        |        |        |  |
|  |                  |                  | Belgio           | Belgio | 2           |             |            |            |  |  |        |        |        |  |
|  | Germania         | Germania         | Belgio           | Belgio | 2           | 2           |            |            |  |  |        |        |        |  |
|  | Germania         | Germania         |                  |        |             |             |            |            |  |  |        |        |        |  |
|  | Stati Uniti      | Stati Uniti      | 3                |        |             |             |            |            |  |  |        |        |        |  |
|  | Stati Uniti      | Stati Uniti      | 3                |        | Stati Uniti | Stati Uniti | 1          |            |  |  |        |        |        |  |
|  |                  |                  |                  |        | Stati Uniti | Stati Uniti | 1          |            |  |  |        |        |        |  |
|  |                  |                  | Belgio           | Belgio | 4           |             |            |            |  |  |        |        |        |  |
|  | Belgio           | Belgio           | Belgio           | Belgio | 4           | 3           |            |            |  |  |        |        |        |  |
|  | Belgio           | Belgio           |                  |        |             |             |            |            |  |  |        |        |        |  |
|  | Russia           | Russia           | 2                |        |             |             |            |            |  |  |        |        |        |  |

Le perdenti del primo turno accedono ai Play-off con i vincitori del World Group II.

### Finale
| Belgio 2 | Spiroudome, Charleroi, Belgio 16 settembre - 17 settembre 2006 hard (indoor) | Spiroudome, Charleroi, Belgio 16 settembre - 17 settembre 2006 hard (indoor)  | Italia 3 |     |     |        |
| \| \| \| \| 1 \| 2 \| 3 \| \| \| - \| \| ----------------------------------------------------------------------------- \| ---- \| --- \| --- \| ------ \| \| 1 \| \| Kirsten Flipkens Francesca Schiavone \| 1 6 \| 3 6 \| \| \| \| 2 \| \| Justine Henin-Hardenne Flavia Pennetta \| 6 4 \| 7 5 \| \| \| \| 3 \| \| Justine Henin-Hardenne Francesca Schiavone \| 6 4 \| 7 5 \| \| \| \| 4 \| \| Kirsten Flipkens Mara Santangelo \| 7 64 \| 3 6 \| 0 6 \| \| \| 5 \| \| Kirsten Flipkens / Justine Henin-Hardenne Francesca Schiavone / Roberta Vinci \| 6 3 \| 2 6 \| 0 2 \| ritiro \| |                                                                              |                                                                               |          |     |     |        |
| |                                                                              |                                                                               | 1        | 2   | 3   |        |
| 1 | Belgio (bandiera) · Italia (bandiera)                                        | Kirsten Flipkens Francesca Schiavone                                          | 1 6      | 3 6 |     |        |
| 2 | Belgio (bandiera) · Italia (bandiera)                                        | Justine Henin-Hardenne Flavia Pennetta                                        | 6 4      | 7 5 |     |        |
| 3 | Belgio (bandiera) · Italia (bandiera)                                        | Justine Henin-Hardenne Francesca Schiavone                                    | 6 4      | 7 5 |     |        |
| 4 | Belgio (bandiera) · Italia (bandiera)                                        | Kirsten Flipkens Mara Santangelo                                              | 7 64     | 3 6 | 0 6 |        |
| 5 | Belgio (bandiera) · Italia (bandiera)                                        | Kirsten Flipkens / Justine Henin-Hardenne Francesca Schiavone / Roberta Vinci | 6 3      | 2 6 | 0 2 | ritiro |

## World Group Play-offs
| impianto (superficie)            | Squadra ospitante | Punteggio | Squadra ospite |
| -------------------------------- | ----------------- | --------- | -------------- |
| Tokyo, Giappone (Cemento indoor) | Giappone          | 5-0       | Austria        |
| Cagnes-sur-Mer, Francia (Terra)  | Francia           | 3-2       | Rep. Ceca      |
| Pechino, Cina (Cemento indoor)   | Cina              | 4-1       | Germania       |
| Umago, Croazia (Terra)           | Croazia           | 2-3       | Russia         |

- Cina e Giappone promosse al World Group della Fed Cup 2007.
- Francia e Russia rimangono nel World Group della Fed Cup 2007.
- Croazia (EA) e Repubblica Ceca (EA) rimangono nel World Group II della Fed Cup 2007.
- Austria (EA) e Germania (EA) retrocesse al Gruppo I della Fed Cup 2007.

## World Group II
Date: 21-22 aprile
| Impianto (superficie)                | Squadra ospitante | Punteggio | Squadra ospite |
| ------------------------------------ | ----------------- | --------- | -------------- |
| Tokyo, Giappone (Cemento indoor)     | Giappone          | 4-1       | Svizzera       |
| Zagabria, Croazia (Sintetico indoor) | Croazia           | 3-2       | Argentina      |
| Bangkok, Thailandia (hard)           | Thailandia        | 1-4       | Rep. Ceca      |
| Giacarta, Indonesia (hard)           | Indonesia         | 0-4       | Cina           |

## World Group II Play-offs
Data: 14-15 luglio
| impianto (superficie)                   | Squadra ospitante | Punteggio | Squadra ospite |
| --------------------------------------- | ----------------- | --------- | -------------- |
| Ramat HaSharon, Israele (hard)          | Israele           | w/o       | Indonesia      |
| Edmonton, Canada (hard)                 | Canada            | 3-2       | Argentina      |
| Bratislava, Slovacchia (Cemento indoor) | Slovacchia        | 5-0       | Thailandia     |
| Chavannes-de-Bogis, Svizzera (hard)     | Svizzera          | 0-5       | Australia      |

- Australia, Canada, Israele e Slovacchia promosse al World Group II della Fed Cup 2007.
- Argentina (AM), Indonesia (AO), Svizzera (EA) e Thailandia (AO) retrocesse al Zonal Gruppo I della Fed Cup 2007.

## Zona Americana

### Gruppo I
Squadre partecipanti
- Brasile
- Canada — promossa al World Group II Play-offs
- Cile
- Colombia
- Cuba — retrocessa nel Gruppo II della Fed Cup 2007
- Messico
- Porto Rico
- Uruguay — retrocessa nel Gruppo II della Fed Cup 2007

### Gruppo II
Squadre partecipanti
- Bermuda
- Bolivia
- Rep. Dominicana — promossa al Gruppo I della Fed Cup 2007
- Panama
- Paraguay
- Venezuela — promossa al Gruppo I della Fed Cup 2007

## Zona Asia/Oceania

### Gruppo I
Squadre partecipanti
- Australia — promossa al World Group II Play-offs
- Taipei cinese
- India
- Nuova Zelanda — retrocessa nel Gruppo II della Fed Cup 2007
- Filippine — retrocessa nel Gruppo II della Fed Cup 2007
- Corea del Sud
- Uzbekistan

### Gruppo II
Squadre partecipanti
- Hong Kong — promossa al Gruppo I della Fed Cup 2007
- Kazakistan — promossa al Gruppo I della Fed Cup 2007
- Singapore
- Siria

## Zona Europea/Africana

### Gruppo I
Squadre partecipanti
- Bielorussia
- Bulgaria
- Danimarca
- Estonia
- Finlandia — retrocessa nel Gruppo II della Fed Cup 2007
- Regno Unito
- Ungheria
- Israele — promossa al World Group II Play-offs
- Lussemburgo
- Paesi Bassi
- Romania
- Serbia e Montenegro
- Slovacchia — promossa al World Group II Play-offs
- Slovenia
- Sudafrica — retrocessa nel Gruppo II della Fed Cup 2007
- Svezia
- Ucraina

### Gruppo II
Squadre partecipanti
- Georgia
- Grecia
- Irlanda — retrocessa nel Gruppo III della Fed Cup 2007
- Lettonia — retrocessa nel Gruppo III della Fed Cup 2007
- Lituania — promossa al Gruppo I della Fed Cup 2007
- Polonia — promossa al Gruppo I della Fed Cup 2007
- Portogallo

### Gruppo III
Squadre partecipanti
- Azerbaigian
- Bosnia ed Erzegovina — promossa al Gruppo II della Fed Cup 2007
- Botswana
- Egitto
- Islanda
- Liechtenstein
- Moldavia
- Namibia
- Norvegia — promossa al Gruppo II della Fed Cup 2007
- Tunisia
- Turchia